# Фолклорни фестивал у Копривштици
Фестивал бугарског фолклора одржава се од 1965. године у Копривштици, у Бугарској.

## Традиција
Први фестивал фолклора одржан је од 12. до 15. августа 1965. године, са преко 4 000 учесника -  народних певача, свирача народних инструмената, плесача, приповедача прича и легенди из целе земље. Демонстриране су бројне народне ношње и занати народне уметности. Све је то условило изгледе следећих фестивала. На данашњим фестивалима више од 18.000 учесника - певача, музичара, народних плесача и приповедача народних прича - представља аутентични бугарски фолклор 5 дана. 250 000 гостију који долазе у Копривштицу имају прилику да се диве и изложби бугарских заната и производа из целе Бугарске. 
Фестивал се одржава сваких пет година. Десето, јубиларно издање одржано је 2010. године. Фестивал је такмичарска манифестација. Сви учесници морају да обезбеде програме, засноване на фолклору подручја одакле потичу. На годишњици фестивала учествовало је преко 18.000 музичара. Пре фестивала у Копривштици локалне феште су се одржавале широм земље, а најбољи учесници су потом одлазили на национални фестивал.
У манифестацији не учествују само музичари - учествују и приповедачи фолклора, фолклорне групе итд. Занимљива је чињеница да је учешће на фестивалу отворено за стране групе које илуструју бугарске фолклорне плесове и традицију. Последњих година на фестивалу су почели да наступају и извођачи из других земаља, као што су Румунија, Албанија, Србија, Северна Македонија, Пољска, па чак и САД.

## Копривштица
Копривштица је од великог значаја за бугарску историју, играјући виталну улогу у устанку који је довео до независности од Османског царства. Многе важне личности бугарске историје рођене су у Копрившици, попут писаца Најдена Герова и Љубена Каравелова, и револуционара Тодора Каблешкова и Георгија Бенковског. Град има много сачуваних музејских кућа из доба бугарског препорода, што га чини прикладним местом за Национални фестивал фолклора. Посећеност фестивала расте сваке године, јер има много тога да се види на различитим сценама. То пружа велику прилику туристима да виде много различитих културних традиција бугарског народа.

## УНЕСКО-в регистар
Фестивал фолклора у Копривштици добио је званични сертификат за упис у УНЕСКО-в регистар најбољих заштићених пракси у области нематеријалног културног наслеђа. 21. фебруара 2017. године, на свечаности у седишту УНЕСЦО-а у Паризу, генерална директорка, гђа Ирина Бокова, уручила је градоначелнику Копривштице Генчу Герданову званично уверење.
„Фестивал фолклора у Копривштици“ пети је бугарски елемент уписан на Репрезентативну листу УНЕСКО-а за очување нематеријалног културног наслеђа.
У протеклих 50 година Фестивал фолклора у Копривштици представља изузетну разноликост бугарског фолклорног наслеђа у комбинацији са јединственом атмосфером овог лепог бугарског града. Успоставио се као покрет за очување и промоцију бугарске традиционалне културе данас познат као нематеријално културно наслеђе.
Концепт Фестивала фолклора у Копривштици, на коме се хиљаде Бугара свих узраста и дијаспоре састају у августу како би представили и поделили своје праксе нематеријалног културног наслеђа, од плеса и приповедања, до игара и вештина, настао је када су локални музичари увидели потребу ради заштите традиција угрожених факторима као што је урбанизација. 
Домаћин је општина Копривштица уз помоћ Министарства културе, Бугарске националне телевизије, Бугарског националног радија, Института за етнологију и фолклористику са Етнографским музејом, Института за студије уметности и друштвених центара. Фестивал подиже свест о важности чувајући живо наслеђе и промовише његово присуство у животу људи, документује га за будући континуитет и стимулише пренос. Извођачи се именују путем процедура одабира које организују административни окрузи Бугарске. Многи фестивалски извођачи постају међународно познати.

## Одлагање фестивала због пандемије ковида-19
Због пандемије вируса ковид-19 Фестивал није одржан 2020. године, већ је одложен за август 2021. године, а затим је поново одложен за 5, 6, 7, август 2022. године. На дванаестом издању скупштине одржане 5., 6. и 7. августа 2022. године, Општини Копривштица додељено је признање „Златна ружа“ за посебне заслуге.